# Питерс, Энди
Энди Элеазу Питерс (англ. Andi Eleazu Peters; 29 июля 1970 года) — британский диктор, телеведущий, продюсер, журналист и актёр озвучки, в настоящее время работает на ITV и наиболее известен по ролям в утренних шоу Live & Kicking, GMTV. « Good Morning Britain и Lorraine», а также за ведение телепередач «Dancing on Ice: Extra и The Big Reunion». Он участвовал в первом сезоне соревнований ITV по конькобежному спорту « Dancing on Ice».

## Карьера

### Телевидение
В 2013 году Питерс был диктором на реалити-шоу ITV2 The Big Reunion, которое показывало воссоединение поп-групп.
Он появлялся на дневном шоу по ITV, Show Me the Telly несколько раз в конце 2013 года. С 28 апреля 2014 года Питерс проводит соревнования в рамках утренней программы новостей Good Morning Britain, а также дневной развлекательной программы по ITV, Ejector Seat, которое в течение очень короткого периода в 2014 году транслировалось в качестве временной замены Tipping Point. Являлся ведущим конкурсов на Ant & Dec’s Saturday Night Takeaway.